# Alfred Saligny
Alfred Saligny a fost un educator român de origine franceză și germană, originar din Alsacia, care s-a stabilit în România la Focșani. Este tatăl lui Anghel Saligny, Alfons Oscar Saligny și al Sofiei Saligny.

## Scurtă biografie
După Unirea Principatelor, li s-a cerut străinilor stabiliți în România să declare dacă vor să devină cetățeni români. Întrucât Alfred Saligny a cerut cetățenia română, copiii săi, născuți toți trei în România (Alfons Oscar și Sofia, la Focșani, iar Anghel la Șerbănești, Galați), au devenit cetățeni români prin naștere.
Alfred Saligny a deschis un pension de copii în Focșani, care era echivalentul unei școli elementare de astăzi. Materiile de studiu cuprindeau matematică, limba română, limbile franceză și germană (ambele limbi natale ale lui Alfred Saligny), respectiv istorie, geografie și științele naturii.
Pensionul său oferea educație de cea mai bună calitate. Nu întâmplător, cei doi fii al lui Alfred, Anghel și Alfons au avut ulterior remarcabile cariere inginerești și științifice, devenind academicieni români și contribuind esențial la dezvoltarea ulterioară a societății românești.